# بيدرو عباد سانتوس
بيدرو عباد سانتوس هو سياسي فلبيني، ولد في 31 يناير 1876 في سان فرناندو، الفلبين في الفلبين، وتوفي في 15 يناير 1945 في الفلبين. حزبياً، نشط في Partido Komunista ng Pilipinas-1930 ‏. وقد انتخب عضو مجلس النواب في الفلبين.